# Lino Oldoini
Lino Oldoini (La Spezia, 16 febbraio 1922 – ...) è stato un calciatore italiano, di ruolo centrocampista.

## Carriera
Nel 1938 viene messo in lista di trasferimento dallo Spezia, club della sua città natale; nel 1941 viene invece messo in lista di trasferimento dalla Sarzanese. Tra il 1941 ed il 1943 gioca in Serie C con i Dipendenti Municipali La Spezia, collezionando complessivamente 30 presenze ed un gol in terza serie nell'arco del biennio; al termine della seconda guerra mondiale viene tesserato dall'Ausonia La Spezia di La Spezia, con cui trascorre la stagione 1945-1946 per poi essere a fine annata inserito in lista di trasferimento ed accasarsi nuovamente allo Spezia, con la cui maglia nel corso della stagione 1946-1947 disputa 2 partite nel campionato di Serie B. Successivamente si trasferisce in prestito al Pisa, con la cui maglia nel corso della stagione 1947-1948 gioca stabilmente da titolare nel campionato di Serie B, nel quale totalizza 32 presenze; a fine stagione fa ritorno allo Spezia, con cui nella stagione 1948-1949 disputa ulteriori 24 incontri nel campionato cadetto. In seguito milita nel Rapallo (10 presenze ed una rete nella stagione 1950-1951 in Serie C) e nella Lavagnese, con cui tra il 1951 ed il 1953 gioca complessivamente 45 partite nel campionato di Promozione, la massima divisione dilettantistica dell'epoca.